# Jacques Dautriche
Pour les articles homonymes, voir Sullivan.
Jacques Dautriche, né le 20 septembre 1942 à Gonesse et mort le 1er septembre 2013 à Saint-Cloud, est un chanteur et un acteur français.

## Biographie
Après avoir joué dans plusieurs groupes, les Daems, les Cobras, les Tarés, il accompagne Ronnie Bird à la guitare. En 1966, il est recruté comme bassiste des Problèmes où il restera un an.
En 1967, il commence une carrière solo sous le pseudonyme de Sullivan, inspiré des noms de Dylan et de Donovan. Il connaît un succès sans lendemain avec un titre psychédélique, Les Palais de l'Orient, dont il a composé la musique. À l'occasion, il remplace Luis Rego dans les Charlots.
En 1983, il sort un single, Anina, qui ne trouve pas son public. On le retrouve dans de petits rôles à l'affiche de plusieurs films produits par Christian Fechner : Élisa '(1995), L'Incruste, fallait pas le laisser entrer ! (2004), L'Antidote (2005) et L'Entente cordiale (2006).